# Байонет X

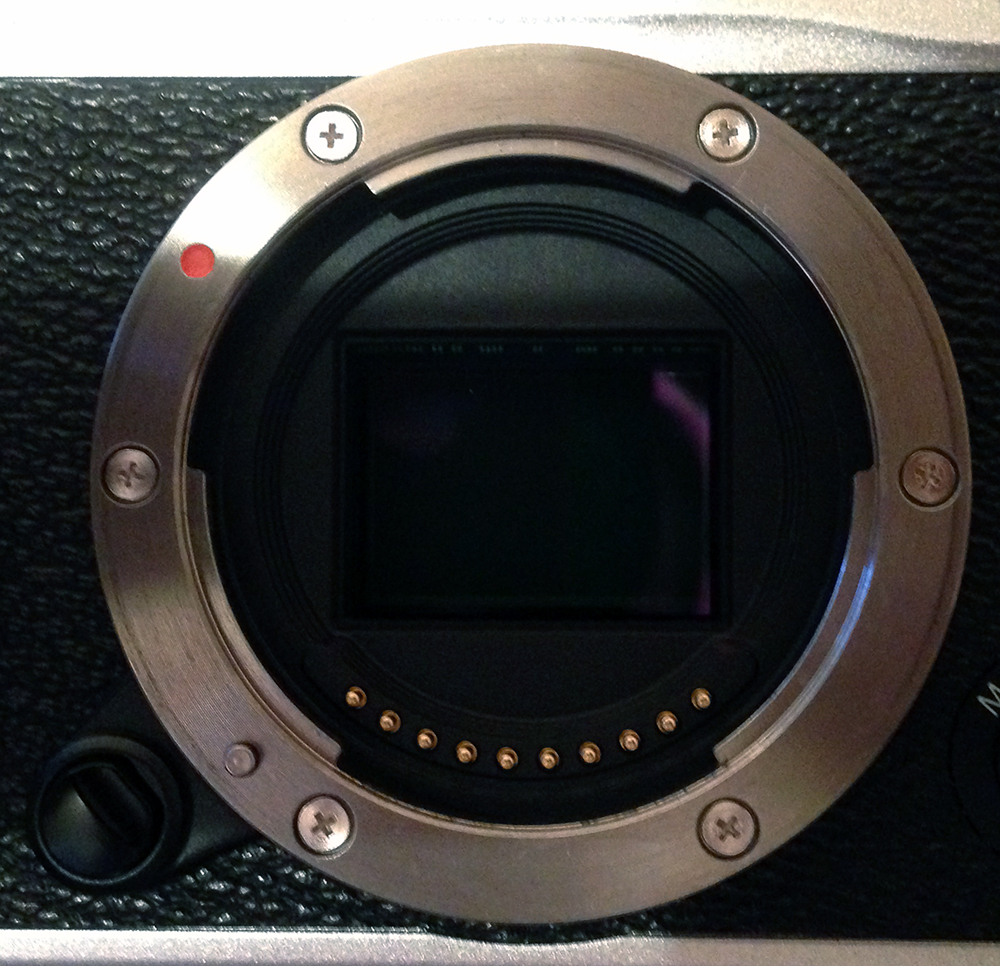
Байонет X на фотоаппарате Fujifilm X-E1

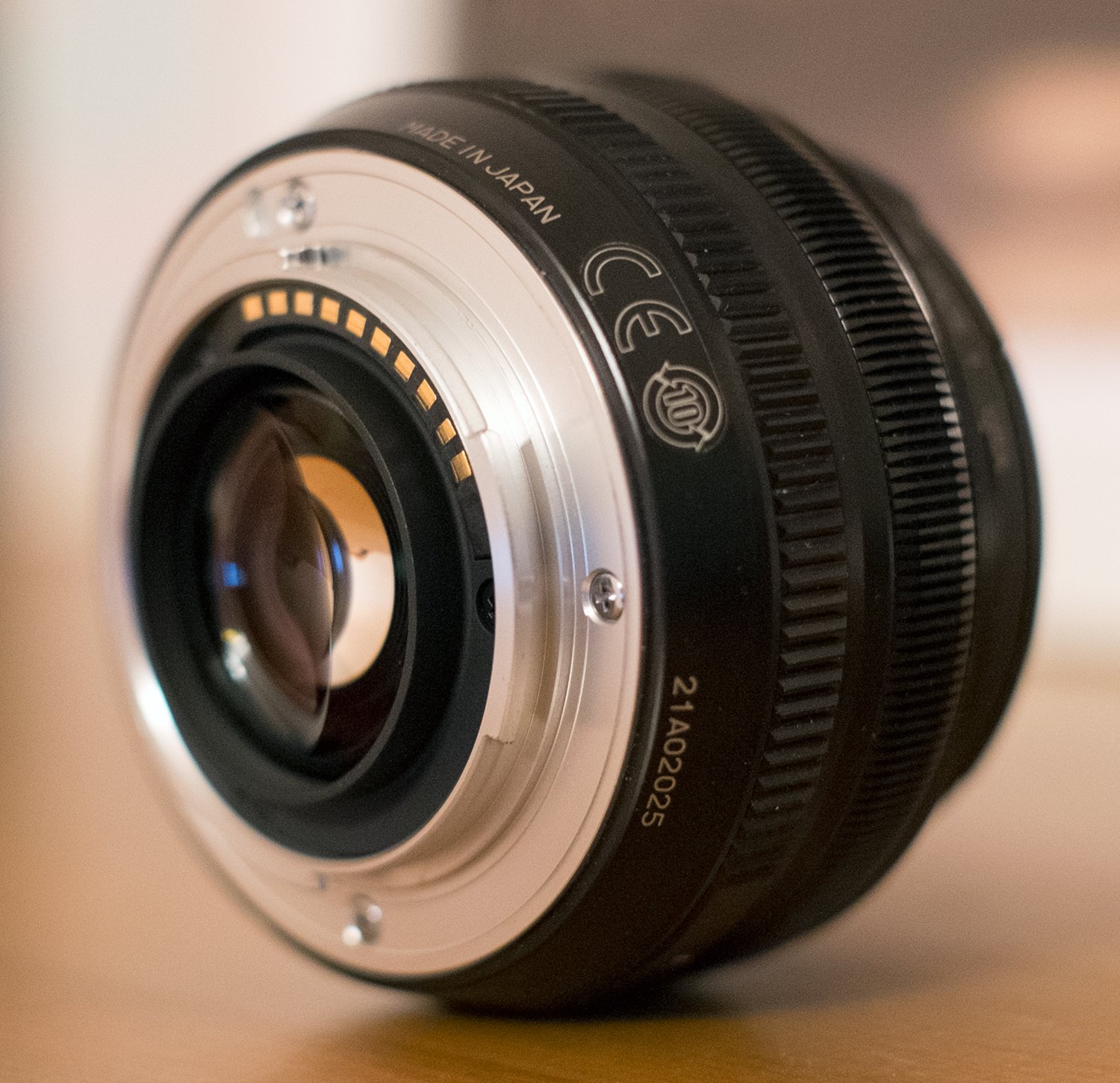
Крепление объектива Fujinon XF 18 мм f/2.0 R

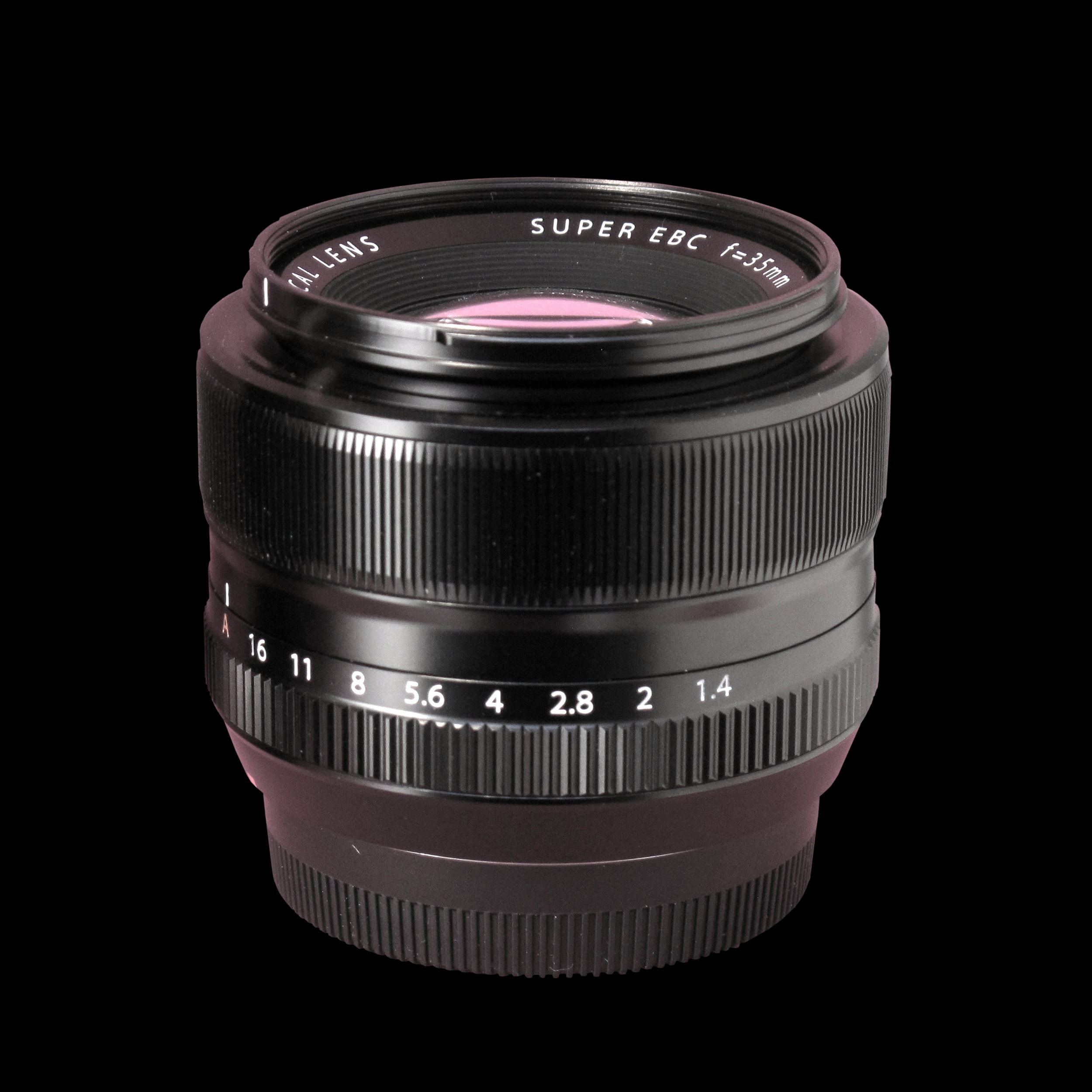
Объектив Fujinon 35 мм с байонетом X

Байонет Fujifilm X (фуджифильм-икс) — разновидность крепления фотообъектива и одноименная серия объективов, разработанная компанией Fujifilm и применяемая в выпускаемых ею беззеркальных цифровых фотоаппаратах со сменными объективами. Представлен в 2012 году вместе с фотоаппаратом Fujifilm X-Pro1.
Рабочий отрезок для объективов с данным байонетом составляет 17,7 мм. Тип крепления — лепестковый (используется три несимметричных направленных внутрь лепестка). Широкое отверстие дает возможность сместить объектив вглубь корпуса еще на 7,5 мм. Получившийся короткий задний фокус позволяет свести к минимуму падения освещенности по краям кадра, в то время как разрешающая способность поддерживается от края до края. Такой конструктив позволяет задействовать заднюю линзу объектива большего размера, что сказывается на уменьшении размеров самого объектива.
Байонет обеспечивает обмен информацией между камерой и объективом, управление приводом автофокуса и диафрагмой через 10 электрических контактов.

## Фотоаппараты с байонетом X
По состоянию на май 2023 года с байонетом X выпущены следующие фотоаппараты Fujifilm:
Серии А: X-A1, X-A2, X-A3, X-A5, X-A7, X-A10.
Серии E: X-E1, X-E2, X-E2s, X-E3, X-E4.
Серии М: X-M1.
Серии Н: X-H1, X-H2, X-H2s.
Серии Pro: X-Pro1, X-Pro2, X-Pro3.
Серии S: X-S10, X-S20.
Серии Т: X-T1, X-T2, XT-3, XT-4, XT-5, X-T10, X-T20, X-T30, X-T30 II, X-T50, X-T100, XT-200

## Объективы с байонетом X
Существующий модельный ряд объективов охватывает фокусные расстояния от 8 до 400 мм (12 — 600 мм ЭФР). Кроп-фактор для всех моделей составляет 1,5.
Все объективы с байонетом X имеют полностью электронное управление фокусировкой и диафрагмой. Зум-объективы оборудованы механическим приводом трансфокатора.

### Разновидности объективов
Компанией Fujifilm выпускается два семейства объективов с байонетом X:
- Серия Fujinon XF, к которой относится большинство выпускаемым объективов.
- Серия Fujinon XC (первый объектив 25 июня 2013 года серии представлен вместе с фотоаппаратом X-M1[2]), отличающаяся от XF отсутствием кольца выбора значения диафрагмы. Установка значения диафрагмы производится непосредственно на камере.

Исключением является объектив Fujinon XF 27 мм f/2.8, у которого, несмотря на маркировку XF, отсутствует кольцо управления диафрагмой.

### Список объективов
Байонет X применяется в объективах Fujifilm Fujinon серий XF и XC, а также Zeiss Touit, Samyang и Handevision.
- Объективы с фиксированным фокусным расстоянием[6]:
  - Fujinon XF 8mm F/3.5 R WR (представлен 24.05.2023г.)
  - Fujinon XF 14 мм f/2.8 R
  - Fujinon XF 16 мм f/1.4 R WR
  - Fujinon XF 18 мм f/2.0 R
  - Fujinon XF 23 мм f/1.4 R
  - Fujinon XF 23 мм f/2 R WR
  - Fujinon XF 27 мм f/2.8
  - Fujinon XF 35 мм f/1.4 R
  - Fujinon XF 35 мм f/2 R WR
  - Fujinon XF 50 мм f/2 R WR
  - Fujinon XF 56 мм f/1.2 R (анонсирован 6 января 2014 года)[7]
  - Fujinon XF 56 мм f/1.2 R APD
  - Fujinon XF 60 мм f/2.4 R Macro
  - Fujinon XF 80 мм f/2.8 R LM OIS WR Macro
  - Fujinon XF 90 мм f/2 R LM WR
  - Fujinon XF 200 мм f/2 R LM OIS WR
- Зум-объективы[6]:
  - Fujinon XF 8-16 мм f/2.8 R LM WR
  - Fujinon XF 10-24 мм f/4 R OIS (представлен 18 декабря 2013 года)[8]
  - Fujinon XF 18-55 мм f/2.8-4 R LM OIS (представлен вместе с фотоаппаратом X-E1)
  - Fujinon XC 15-45 мм f/3.5-5.6 OIS PZ (первый объектив системы Fujifilm X с моторизованным зумом, представлен в 31 января 2018 года вместе с камерой X-A5)
  - Fujinon XC 16-50 мм f/3.5-5.6 OIS (представлен 25 июня 2013 года вместе с фотоаппаратом X-M1[2]; не оборудован кольцом установки диафрагмы)
  - Fujinon XF 16-55 мм f/2.8 R LM WR
  - Fujinon XF 55-200 мм f/3.5-4.8 R LM OIS (анонсирован 17 апреля 2013 года)
  - Fujinon XF 18-135 мм f/3.5-5.6 R LM OIS WR (анонсирован 16 июня 2014 года; первый объектив с байонетом X, обладающий влагозащитой)[9]
  - Fujinon XF 50-140 мм f/2.8 R LM OIS WR
  - Fujinon XC 50-230 мм f/4.5-6.7 OIS
  - Fujinon XF 100-400 мм f/4.5-5.6 R LM OIS WR
  - Fujinon XF 16-50mm F/2.8-4.8 R LM WR

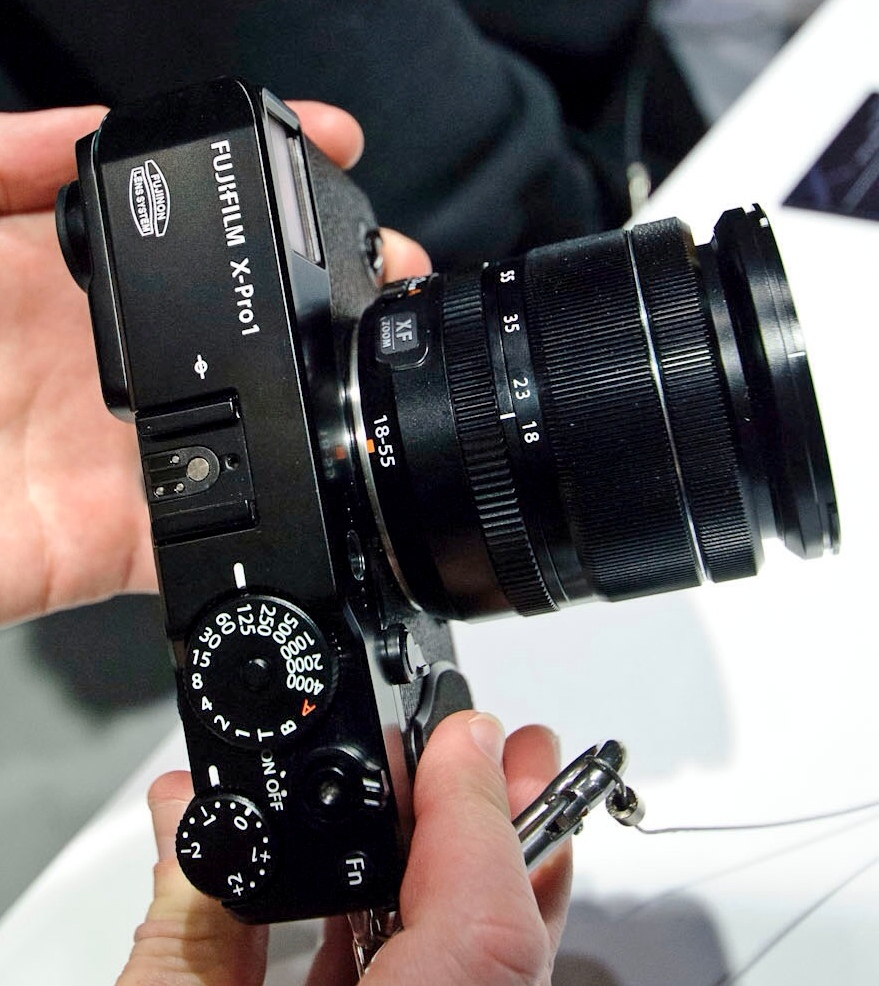
Fujifilm X-Pro1 с объективом XF 18-55 мм
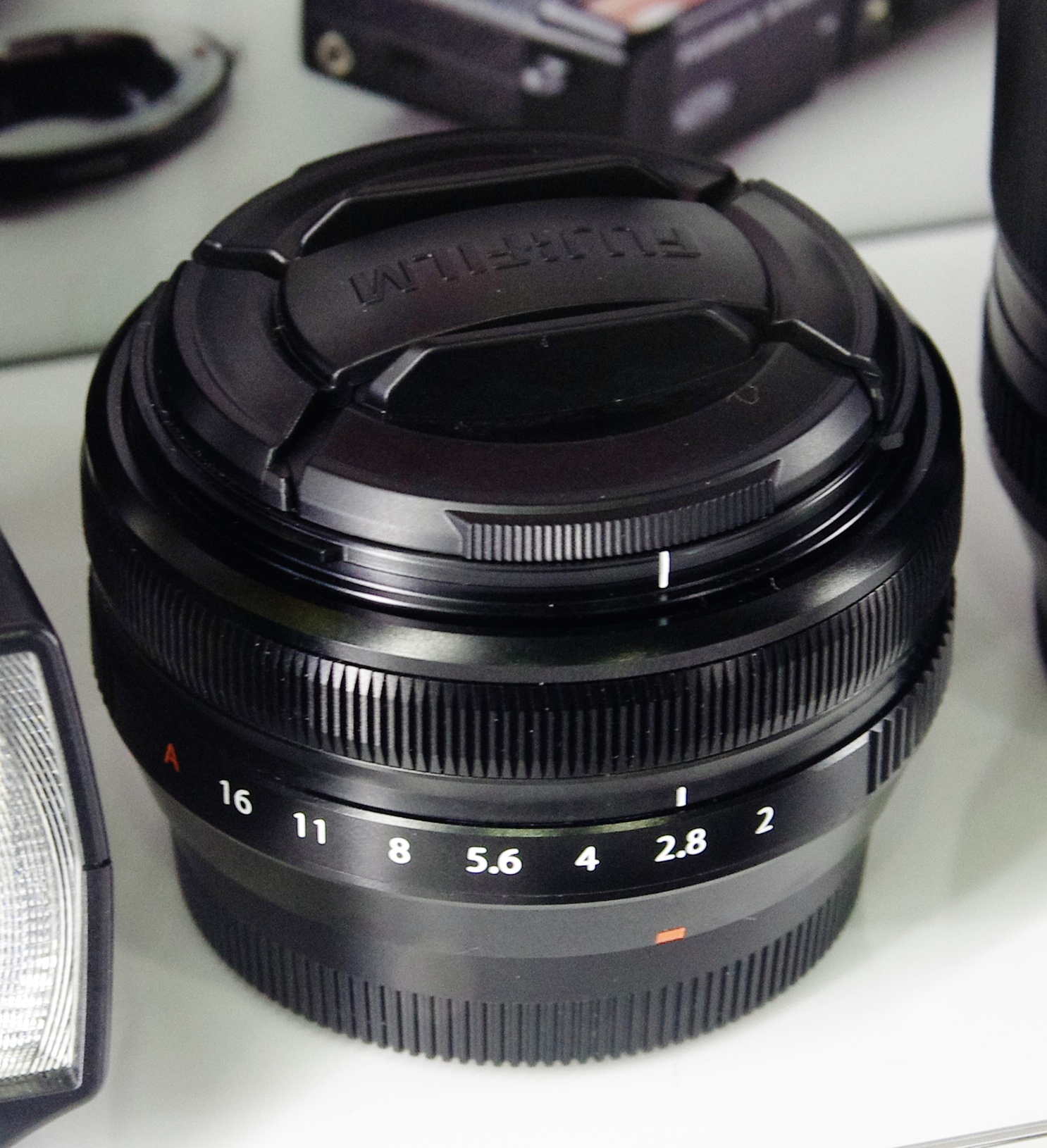
XF 18 мм
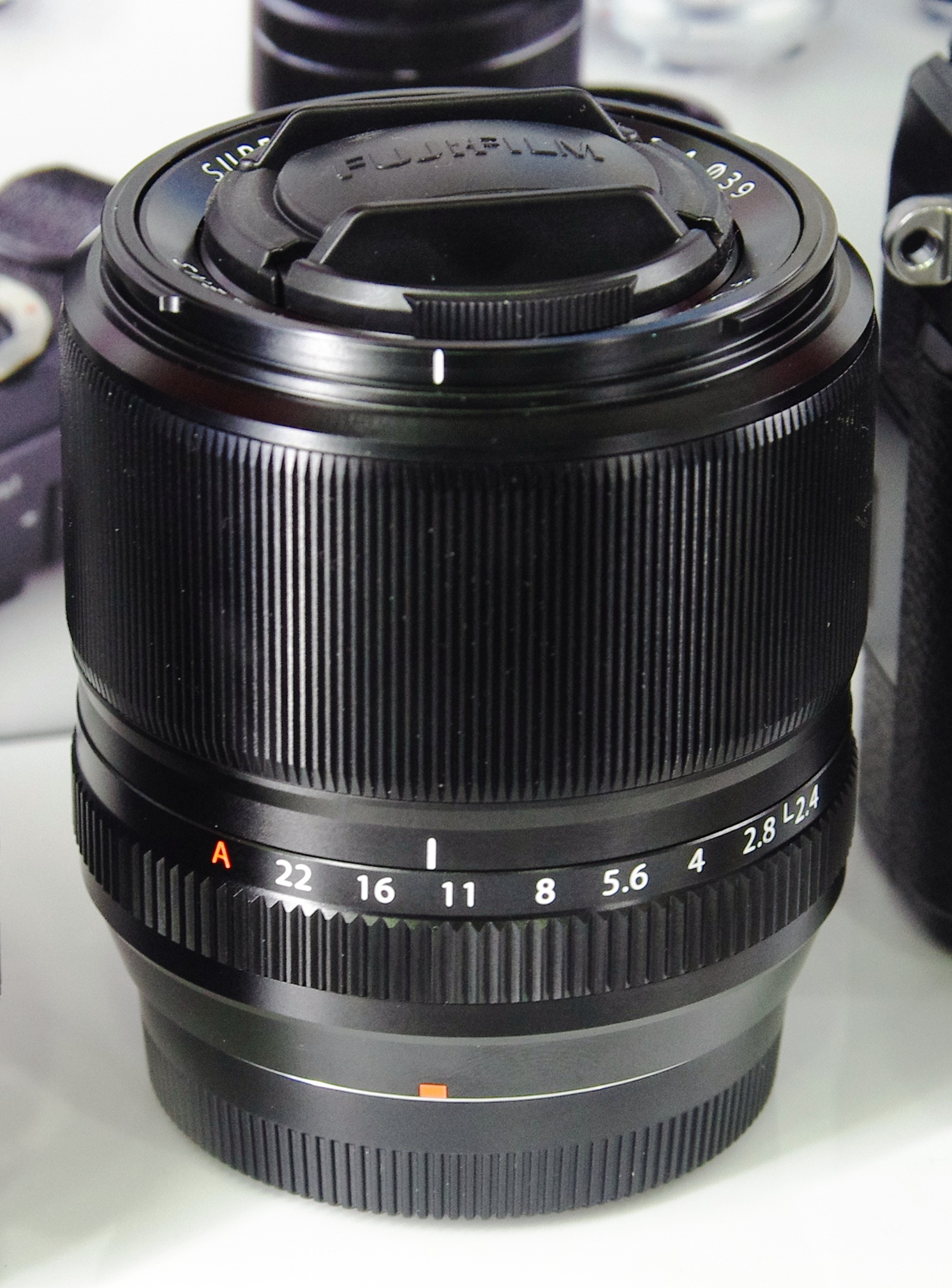
XF 60 мм

### Сторонние объективы
Объективы с байонетом X выпускаются компаниями Zeiss, Samyang, Handevision и Viltrox:
- Carl Zeiss
  - Carl Zeiss Touit Distagon T* 12 мм f/2.8[10]
  - Carl Zeiss Touit Planar T* 32 мм f/1.8[3]
  - Carl Zeiss Touit 50 мм f/2.8 [11]
- Samyang[4]
  - Rokinon 8mm f/2.8 UMC Fisheye
  - Rokinon 8mm F2.8 UMC Fisheye II (black and silver versions)
  - Rokinon 8mm T3.1 UMC Cine Fisheye II
  - Rokinon 10mm F2.8 ED AS NCS CS Ultra Wide Angle
  - Rokinon 12mm F2.0 NCS CS Ultra Wide Angle (black and silver versions)
  - Samyang 12mm T2.2 VDSLR NCS CS (cine version of the above Rokinon 12mm F2.0 NCS CS Ultra Wide Angle)
  - Rokinon 16mm T/2.0 Aspherical Wide Angle
  - Samyang 50mm T1.5 AS UMC VDSLR Cine
  - Rokinon 85mm f/1.4 AS IF UMC
  - Samyang 300mm f/6.3 ED UMC CS Reflex Mirror
- Handevision[5]
  - HVIB4085FX IBELUX 40мм f/0.85 High-Speed
- Viltrox
  - Viltrox AF 13mm F1.4 XF
  - Viltrox AF 23mm F1.4 XF
  - Viltrox AF 27mm F1.2 Pro XF
  - Viltrox AF 33mm F1.4 XF
  - Viltrox AF 56mm F1.4 XF
  - Viltrox AF 75mm F1.2 Pro XF
  - Viltrox AF 85mm F1.8 XF (AF 85mm F1.8 II XF)
- Sigma
  - Sigma 18-50mm F2.8 DC DN
  - Sigma 16mm F1.4 DC DN
  - Sigma 23mm F1.4 DC DN
  - Sigma 30mm F1.4 DC DN
  - Sigma 56mm F1.4 DC DN
  - Sigma 100-400mm F5-6.3 DG DN OS

### Запланированные объективы
В соответствии с публикуемым Fujifilm графиком выпуска продуктов, по состоянию на 10 февраля 2015 года запланирован выпуск следующих объективов в 2015—2016 годах:
- Fujinon XF 16 мм f/2.8 R WR (~2019 год)
- Fujinon XF 33 мм f/1 R WR (~2020 год)
- Fujinon XF 16-80 мм f/4 R OIS WR (~2019 год)

## Совместимость
Сравнительно малая величина рабочего отрезка дает возможность для изготовления адаптеров на байонеты различных систем. Компания Fujifilm выпускает собственный переходник на байонет Leica M, позволяющий использовать объективы с данным байонетом на беззеркальных цифровых камерах Fujifilm.
Существуют адаптеры других производителей, например для M42×1.

## Основные элементы объективов с байонетом X

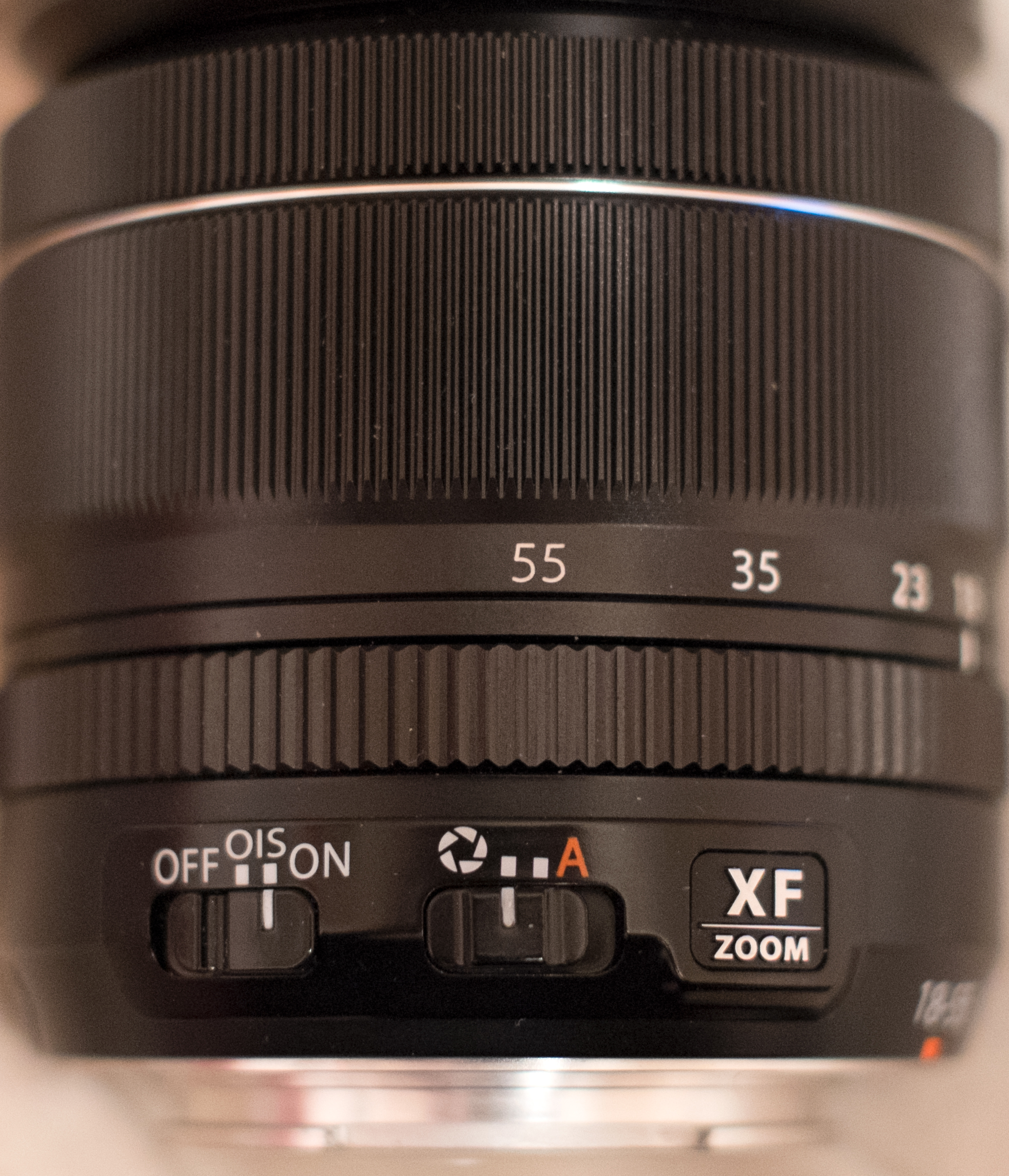
Элементы управления зум-объектива (сверху вниз): кольцо фокусировки, зумирующее кольцо и метки фокусного расстояния, кольцо установки диафрагмы, переключатель стабилизатора изображения, переключатель режима диафрагмы

Несмотря на разнообразие выпускаемых объективов с байонетом X, все они имеют ряд общих элементов:
- Метка крепления объектива — служит для правильной установки объектива на камеру. Выполнена в виде красного квадрата. На корпусе камеры имеется аналогичная метка в форме красного круга.
- Фокусировочное кольцо — служит для ручной фокусировки объектива.
- Зумирующее кольцо — используется для изменения фокусного расстояния на зум-объективах.
- Кольцо устновки диафрагмы — служит для установки значения диафрагмы. На объективах с фиксированным фокусным расстоянием имеется соответствующая разметка, а также положение «A» (авто).
  - Переключатель режима диафрагмы — используется на зум-объективах для переключения между ручной и автоматической установкой значения диафрагмы.
- Выключатель стабилизатора изображения (англ. OIS) — имеется на объективах с оптическим стабилизатором и используется для включения и выключения данной функции.
- Резьба для установки светофильтров — позволяет устанавливать на объектив различные светофильтры.
- Байонет для установки бленды — позволяет устанавливать на объектив соответствующие бленды.

## Используемые технологии
В ряде объективов Fujifilm Fujinon серий XF и XC применяются линзы из ультра-низкодисперсионного стекла («ED»), позволяющие уменьшить хроматические аберрации в сочетании с асферическими линзами.
В зум-объективах Fujinon с фокусными расстояниями 18-55 мм и 55-200 мм используется линейный двигатель привода автофокуса.
Все зум-объективы с байонетом X оснащаются оптическим стабилизатором изображения («OIS»). По заявлению производителя, используемая система стабилизации обеспечивает выигрыш до 4-4,5 стопов по сравнению с нестабилизированными объективами.
16 июня 2014 года анонсирован первый объектив серии X, оснащенный защитой от попадания влаги («WF»).

## Награды
- В 2014 году объектив XF 10-24 мм f/4 R OIS X был удостоен награды Technical Image Press Association[англ.] (TIPA) как лучший профессиональный объектив для компактной системной камеры[19]
- В 2013 году объектив XF 14 мм f/2.8 R получил награду Technical Image Press Association[англ.] как лучший объектив с фиксированным фокусным расстоянием для компактной системной камеры[20]

## Сравнение с другими байонетами
| Название                       | Рабочий отрезок, мм              | Диаметр, мм                | Размер кадра                    | Тип                                                        | Годы производства                     |
| ------------------------------ | -------------------------------- | -------------------------- | ------------------------------- | ---------------------------------------------------------- | ------------------------------------- |
| Mamiya RB                      | 112,0                            | ?                          | 6×7 см                          | байонет с замком на объективе                              | ?                                     |
| Mamiya RZ                      | 105,0                            | ?                          | 6×7 см                          | байонет с замком на объективе                              | ?                                     |
| Rolleiflex SL66                | 102,8                            | ?                          | 6×6 см                          | байонет                                                    | 1966—1992                             |
| Bronica                        | 101,7                            | 57                         | 6×6 см                          | байонет с многозаходной резьбой                            | ?                                     |
| Pentax 67                      | 84,95                            | ?                          | 6×7 см                          | наружный и внутренний байонет                              | ?                                     |
| Bronica GS1                    | ?                                | ?                          | 6×7 см                          | байонет                                                    | 1983—2002                             |
| Байонет В                      | 82,1                             | 60                         | 6×6 см                          | байонет с трёхзаходной резьбой                             | С 1957 года                           |
| Kowa Six / Super 66            | 79                               | ?                          | 6×6 см                          | накидное кольцо                                            | 1968—1974                             |
| Hasselblad 500/2000            | 74,9                             | ?                          | 6×6 см                          | байонет                                                    | —                                     |
| Байонет Б                      | 74,0                             | 60                         | 6×6 см                          | байонет с накидным кольцом                                 | С 1957 года                           |
| Rolleiflex SLX                 | 74                               | 75                         | 6×6 см                          | четырёхлепестковый байонет                                 | С 1976 года                           |
| Pentax 645                     | 70,87                            | ?                          | 6×4,5 см                        | байонет                                                    | —                                     |
| Mamiya 645                     | 63,3                             | ?                          | 6×4,5 см                        | байонет                                                    | С 1975 года                           |
| Leica Visoflex                 | 62,5                             | ?                          | 24×36 мм                        | байонет                                                    | 1935—1984                             |
| Hasselblad H                   | 61,63                            | ?                          | 6×4,5 см                        | байонет                                                    | ?                                     |
| Leica S                        | ?                                | ?                          | 54×45 мм                        | байонет                                                    | С 2008 года                           |
| T2-mount («М42×0,75»)          | 55                               | 42                         | 24×36 мм                        | резьба                                                     | С 1962 года — современный вид T-mount |
| Topcon UV                      | 55                               | ?                          | 24×36 мм                        | байонет                                                    | c 1964 года                           |
| T-mount («М37×0,75»)           | 50,2                             | 37                         | 24×36 мм                        | резьба                                                     | 1957-1962                             |
| Praktina                       | 50                               | 46                         | 24×36 мм                        | накидное кольцо                                            | c 1952 года                           |
| Icarex                         | 48                               | ?                          | 24×36 мм                        | накидное кольцо                                            | 1966—1971                             |
| Байонет Contax N               | 48                               | ?                          | 24×36 мм                        | байонет                                                    | с 2001                                |
| Байонет Ц (Зенит-4)            | 47,58                            | 47                         | 24×36 мм                        | Вариант байонета DKL                                       | 1964—1968                             |
| Байонет Leica R                | 47,0                             | ?                          | 24×36 мм                        | байонет                                                    | С 1964 года                           |
| Байонет Nikon F                | 46,5                             | 44                         | 24×36 мм                        | трёхлепестковый байонет                                    | С 1959 года                           |
| Olympus OM                     | 46                               | ?                          | 24×36 мм                        | трёхлепестковый байонет с замком на объективе              | 1972—2002                             |
| Contarex                       | 46                               | ?                          | 24×36 мм                        | трёхлепестковый байонет                                    | 1958—1966                             |
| Rolleiflex SL35                | 45,6                             | ?                          | 24×36 мм                        | трёхлепестковый байонет                                    | ?                                     |
| Байонет Contax-Yashica         | 45,5                             | 48                         | 24×36 мм                        | трёхлепестковый байонет                                    | 1975—?                                |
| Байонет K                      | 45,5                             | 48,5                       | 24×36 мм                        | трёхлепестковый байонет                                    | С 1976 года                           |
| Altix                          | 45,5 наружный; 42,5 внутренний   | ?                          | 24×36 мм                        | накидное кольцо                                            | 1939—1959                             |
| Mamiya E/EF (ZE/CS)            | 45,5                             | 49                         | 24×36 мм                        | байонет                                                    | С 1980 года                           |
| Pentina                        | 45,5                             | ?                          | 24×36 мм                        | накидное кольцо                                            | С 1960 года                           |
| M42×1                          | 45,5                             | 42                         | 24×36 мм                        | резьба                                                     | С 1948 года                           |
| M37×1                          | 45,46                            | 37                         | 24×36 мм                        | резьба                                                     | c 1939                                |
| Зенит                          | 45,2                             | 39                         | 24×36 мм                        | резьба                                                     | 1953—1967                             |
| Exakta                         | 44,7                             | 38                         | 24×36 мм                        | Трёхлепестковый байонет                                    | —                                     |
| Байонет DKL                    | 44,7                             | 47                         | 24×36 мм                        | Включает центральный затвор и привод регулировки диафрагмы | С 1957 года                           |
| Байонет А (Minolta A / Sony α) | 44,50                            | 49.7                       | 24×36 мм                        | трёхлепестковый байонет                                    | С 1986 года                           |
| Rolleiflex SL35                | 44,46                            | —                          | 24×36 мм                        | байонет                                                    | 1970—1998                             |
| Praktica B                     | 44,40                            | 48,5                       | 24×36 мм                        | байонет                                                    | С 1980 года                           |
| M40×1                          | 44                               | 40                         | 24×36 мм                        | резьба                                                     | 1938—1947                             |
| Canon EF                       | 44                               | 54                         | 24×36 мм                        | трёхлепестковый байонет                                    | С 1987 года                           |
| Canon EF-S                     | 44                               | 54                         | 22,2×14,8 мм                    | трёхлепестковый байонет                                    | С 2004 года                           |
| Байонет Sigma SA               | 44                               | 44                         | 24×36 мм                        | байонет                                                    | С 1992 года                           |
| Байонет Киев-Автомат           | 44,0                             | 41                         | 24×36 мм                        | байонет                                                    | 1965—1985                             |
| Minolta SR/MC/MD               | 43,50                            | ?                          | 24×36 мм                        | трёхлепестковый байонет                                    | 1958—2001                             |
| Fujica X                       | 43,5                             | ?                          | 24×36 мм                        | трёхлепестковый байонет                                    | ?                                     |
| Petriflex                      | 43,5                             | ?                          | 24×36 мм                        | накидное кольцо                                            | С 1963 года                           |
| en:Rectaflex Rectaflex         | 43,4                             | ?                          | 24×36 мм                        | байонет                                                    | 1947—1958                             |
| M41,2x1                        | 42,05                            | 41,2                       | 24×36 мм                        | резьба                                                     | С 1947 года                           |
| Байонет Д                      | 42,0                             | 40,5                       | 24×36 мм                        | накидное кольцо                                            | С 1965 года                           |
| Canon R                        | 41,9                             | 48                         | 24×36 мм                        | накидное кольцо                                            | 1959—1964                             |
| Canon FL                       | 41,9                             | 48                         | 24×36 мм                        | накидное кольцо                                            | 1964—1971                             |
| Canon FD                       | 41,9                             | 48                         | 24×36 мм                        | накидное кольцо                                            | 1971—1990                             |
| Canon FDn                      | 41,9                             | 48                         | 24×36 мм                        | байонет                                                    | 1978—1990                             |
| Байонет Miranda                | 41,5                             | 44                         | 24×36 мм                        | четырёхлепестковый байонет с резьбой 44×1                  | 1954-1974                             |
| Konica F                       | 40,5                             | 40                         | 24×36 мм                        | байонет                                                    | 1960—1963                             |
| Konica AR                      | 40,5                             | ?                          | 24×36 мм                        | байонет                                                    | 1965—1988                             |
| Стандарт 4:3                   | 38,67                            | 50                         | 17,3×13 мм                      | байонет                                                    | С 2003 года                           |
| Alpa                           | 37,8                             | 48                         | 24×36 мм                        | байонет                                                    | —                                     |
| Hasselblad XPan                | 34,27                            | ?                          | 24×65 мм                        | байонет                                                    | c 1998 года                           |
| Байонет Contax-Киев RF         | 34,85 наружный; 31,85 внутренний | 49 наружный; 36 внутренний | 24×36 мм                        | наружный и внутренний байонет                              | 1932—1985                             |
| Байонет Contax G               | 28,95                            | ?                          | 24×36 мм                        | байонет                                                    | 1994—2005                             |
| Olympus Pen F                  | 28,95                            | ?                          | 24×18 мм                        | байонет                                                    | С 1963 года                           |
| M39×1/28,8                     | 28,8                             | 39                         | 24×36 мм                        | резьба                                                     | 1932—1995                             |
| Нарцисс                        | 28,8                             | 24                         | 14×21 мм                        | резьба                                                     | 1961—1965                             |
| Байонет Leica M                | 27,8                             | ?                          | 24×36 мм                        | четырёхлепестковый байонет                                 | С 1954 года                           |
| M39×1/27,5                     | 27,5                             | 39                         | 18×24 мм                        | резьба                                                     | 1967—1974                             |
| Байонет 110                    | 27                               | ?                          | 17×13 мм                        | байонет                                                    | С 1978 года                           |
| Байонет Fujifilm G             | 26,7                             | ?                          | 32,9×43,8 мм                    | байонет                                                    | С 2017 года                           |
| Samsung NX                     | 25,5                             | 42                         | 23,4×15,6 мм                    | байонет                                                    | С 2010 года                           |
| Canon RF                       | 20                               | 54                         | 24×36 мм                        | байонет                                                    | С 2018 года                           |
| Байонет L                      | 20                               | 51,6                       | 24×36 мм                        | байонет                                                    | С 2014 года                           |
| Микро 4:3 (Micro Four Thirds)  | 19,25                            | 44                         | 17,3×13 мм                      | байонет                                                    | С 2008 года                           |
| Canon EF-M                     | 18                               | 47                         | 22,3×14,9 мм                    | байонет                                                    | С 2012 года                           |
| Байонет E (Sony NEX)           | 18                               | 46,1                       | 24×36 мм                        | байонет                                                    | С 2010 года                           |
| Fujifim X                      | 17,7                             | 40,6                       | 23,6×15,6 мм                    | байонет                                                    | С 2012 года                           |
| Nikon 1                        | 17                               | ?                          | 13,2×8,8 мм                     | байонет                                                    | 2011—2018                             |
| Байонет Nikon Z                | 16                               | 55                         | 24×36 мм                        | четырёхлепестковый байонет                                 | С 2018 года                           |
| Pentax Q                       | 9,2                              | ?                          | 6,17×4,55 мм; 7,44×5,58 мм (Q7) | байонет                                                    | С 2011 и 2013 года                    |
| Samsung NX-M                   | 7,3                              | ?                          | 13,2×8,8 мм                     | байонет                                                    | ?                                     |